# Vallée d'Iya
La vallée d'Iya (祖谷渓谷, Iya keikoku) est une vallée située dans la préfecture de Tokushima au Japon. Cette vallée est connue pour sa beauté due à ses hautes montagnes lui donnant un aspect encaissé et à ses ponts de lianes. L'accès à la vallée est difficile et, dans l'Histoire, elle a souvent été un refuge pour les daimyos et les guerriers vaincus. Ainsi les membres du clan Taira s'y sont réfugiés après avoir perdu la guerre de Gempei.
Ces derniers temps, la vallée est devenue une destination de plus en plus touristique. Les touristes viennent principalement dans la partie ouest 西祖谷 (Nishi-Iya) de la vallée mieux aménagée pour les transports. Traverser les ponts de lianes enjambant les gorges est aussi une expérience recherchée bien que les ponts aient été renforcés à l'aide de câbles d'acier.

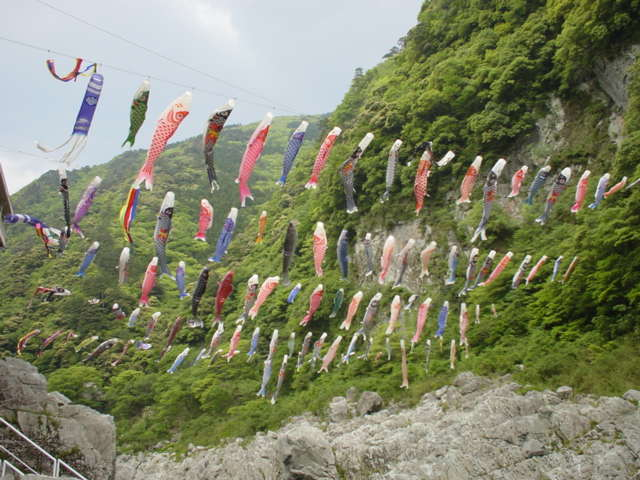
Koi nobori au-dessus d'Oboke Koboke.

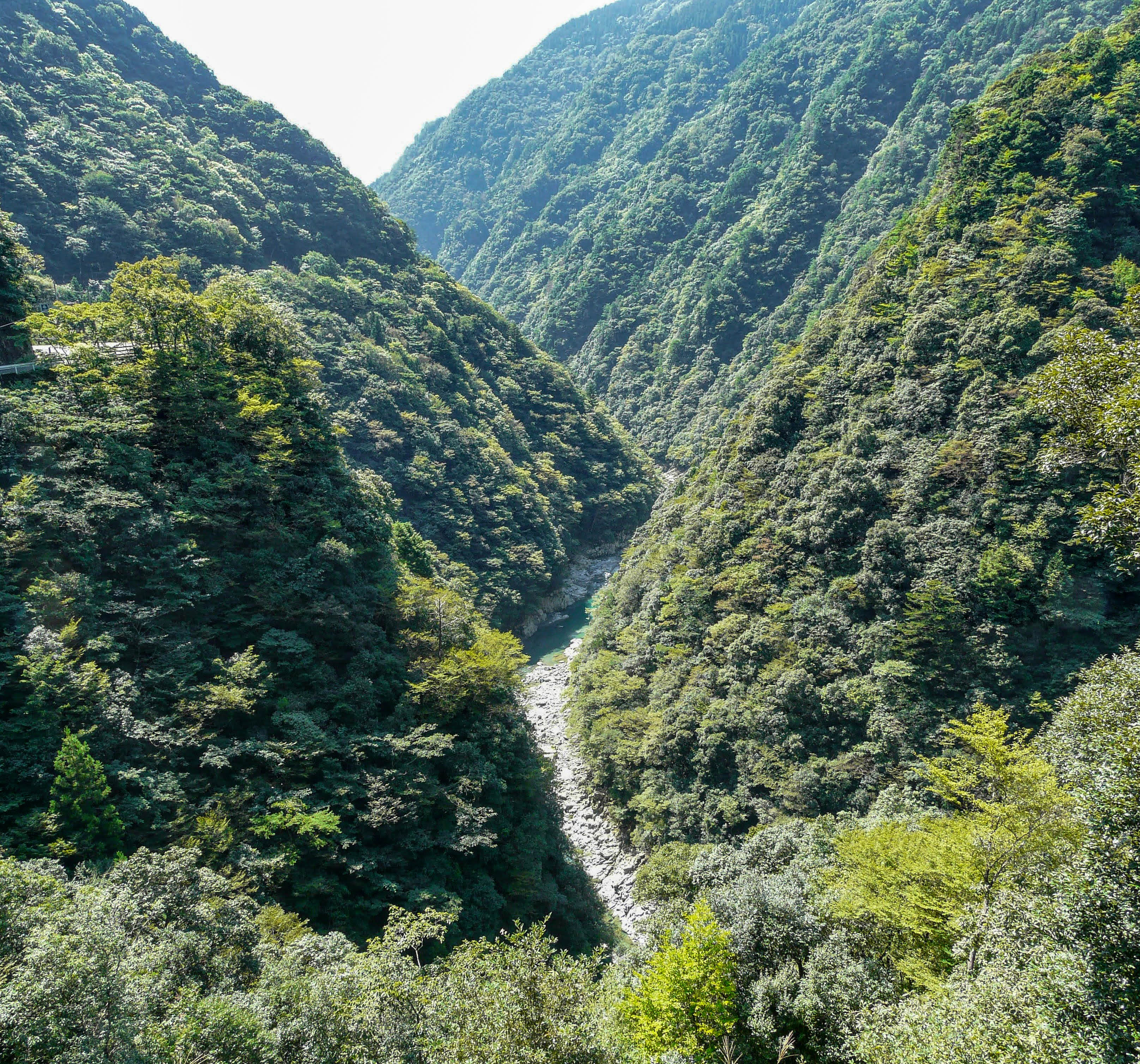
Vallée d'Iya.